# Sjenica (općina)
Općina Sjenica (srpski: Општина Сјеница) je općina u Zlatiborski okrugu u jugozapadnoj Srbiji na granici s Crnom Gorom. Središte općine je naselje Sjenica.

## Stanovništvo
Prema popisu stanovništva iz 2002. godine općina je imala 34.550 stanovnika, većinsko stanovništvo su Bošnjaci (77,34%) .

## Naselja u općini
Aliveroviće • Bagačiće • Bare • Bačija • Bioc • Blato • Boguti • Božov Potok • Boljare • Borišiće • Boroviće • Breza • Brnjica • Buđevo • Vapa • Veskoviće • Visočka • Višnjeva • Višnjice • Vrapci • Vrbnica • Vrsjenice • Goluban • Gornje Lopiže • Goševo • Grabovica • Gradac • Grgaje • Doliće • Donje Goračiće • Donje Lopiže • Dragojloviće • Draževiće • Družiniće • Dubnica • Duga Poljana • Dujke • Dunišiće • Žabren • Žitniće • Zabrđe • Zaječiće • Zahumsko • Jevik • Jezero • Kalipolje • Kamešnica • Kanjevina • Karajukića Bunari • Kijevci • Kladnica • Kneževac • Koznik • Kokošiće • Krajinoviće • Krivaja • Krnja Jela • Krstac • Krće • Lijeva Reka • Ljutaje • Mašoviće • Medare • Međugor • Milići • Papiće • Petrovo Polje • Plana • Poda • Ponorac • Pralja • Raždaginja • Rasno • Raspoganče • Rastenoviće • Raškoviće • Sjenica • Skradnik • Strajiniće • Stup • Sugubine • Sušica • Trešnjevica • Trijebine • Tuzinje • Tutiće • Uvac • Ugao • Ursule • Ušak • Fijulj • Caričina • Cetanoviće • Crvsko • Crčevo • Čedovo • Čipalje • Čitluk • Šare • Štavalj • Šušure

## Poznate osobe
- Muhamed Abdagić, književnik

## Vanjske poveznice
- Službene stranice općine